# Arai Hakuseki
Arai Hakuseki (新井 白石, Edo, 24 de março de 1657 – Sendagaya, 29 de junho de 1725) foi um confucionista, burocrata académico, académico, administrador, escritor e político japonês a meio do período Edo, tendo aconselhado o shōgun Tokugawa Ienobu.
Os escritos publicados de Hakuseki abrangem 237 trabalhos em 390 publicações, em 6 idiomas e 3 163 acervos de biblioteca.

## Obras selecionadas
- 1709 – 本朝軍器考
- 1709 – Sairan Igen (采覧異言)
- 1711 — Hōka shiryaku (Breve história da moeda), também conhecido como Honchō hōka tsūyō jiryaku ("Conta curta da circulação da moeda neste reino").
- 1712 – Tokushi Yoron (読史余論, Lições da História).
- 1715 – Seiyō Kibun (西洋記聞, Registro de coisas ouvidas do Ocidente). Um trabalho que descreve o Ocidente, baseado nas conversas de Hakuseki com Giovanni Battista Sidotti
- 1729 – 蝦夷志
- 1760 – 同文通考
- 1805 – 東雅
- 1894 – Hankanfu (藩翰譜). Uma lista da árvore genealógica do daimyo
- 1936 – 新井白石集
- 1964 – 戴恩記
- 1977 – 新井白石全集
- 1977 – 新編藩翰譜
- 1981 – 新令句解
- Koshitsu (古史通). Uma obra que detalhou a história antiga do Japão
- Oritaku Shiba-no-ki (折りたく柴の記). Um diário e memórias